# Eigg
Eigg, en gaélique écossais Eige, est une île du Royaume-Uni située en Écosse, dans les îles Small qui appartiennent aux Hébrides intérieures. Eigg se situe dans la mer des Hébrides et fait partie du Council area de Highland. Le nom est prononcé comme le mot anglais egg (pour « œuf »).

## Géographie

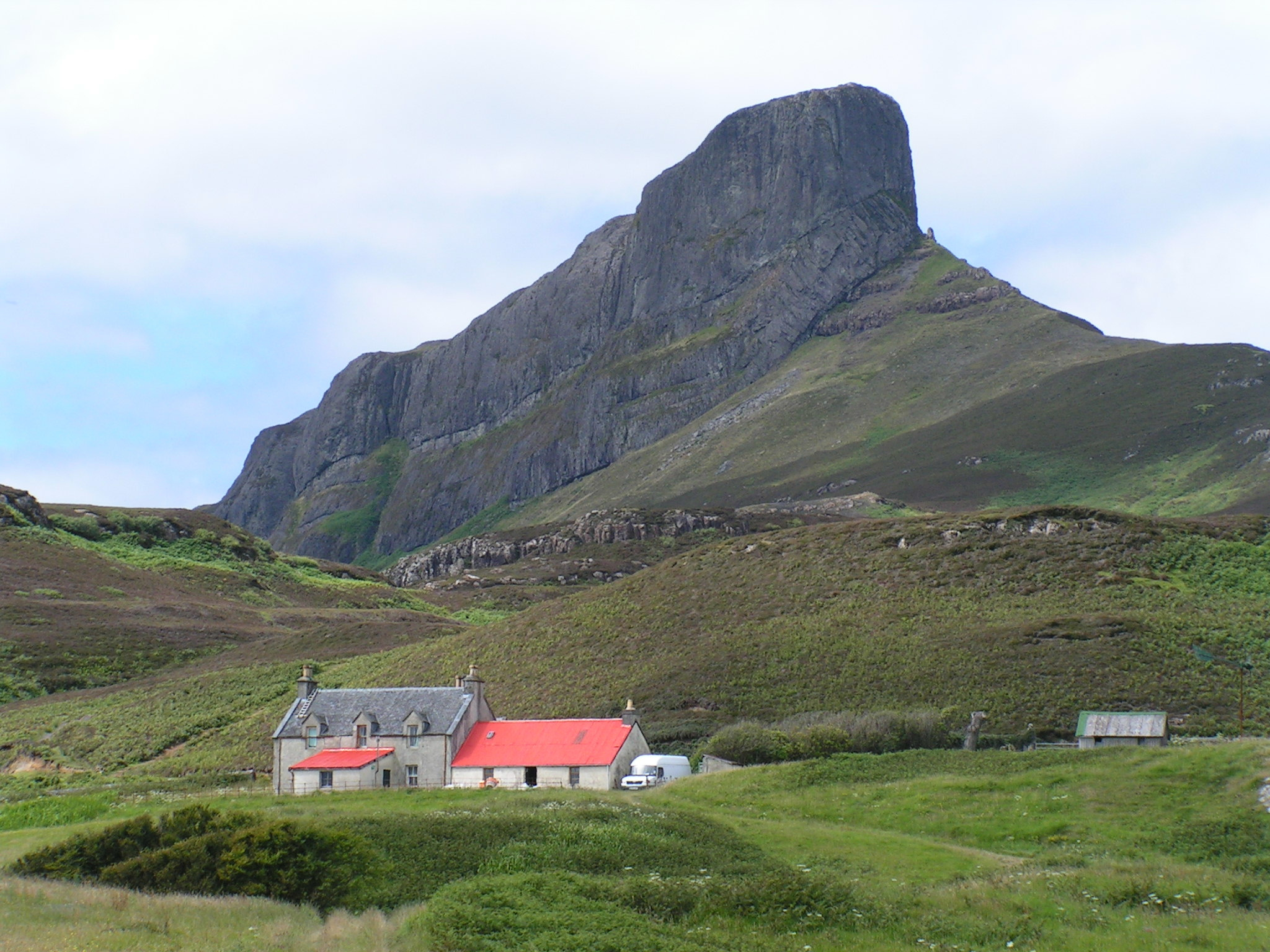
An Sgùrr, point culminant d'Eigg.

Eigg est situé au sud-est de l'île de Rùm dont elle est séparée par le détroit de Rùm et au nord-est de Muck dont elle est séparée par le détroit d'Eigg. L'île fait partie du comté de Lochaber.
Le port est Galmisdale, sur la côte Sud-Est, mais le village principal est Cleadale sur la côte Nord-Ouest et relié au port par l'unique route de l'île. Cleadale est connu pour sa plage de sable de quartz appelé le « sable chantant » à cause du bruit que font les grains de sable lorsque l'on marche dessus.
Le centre de l'île est formé d'un plateau recouvert de landes et de bruyères et culminant au Ann Sgùrr, une masse de roche volcanique bordée de falaises sur trois de ces côtés. Par beau temps, la vue du sommet permet d'obtenir un panorama et d'admirer les îles de Mull, Coll, Muck, Rùm, Skye, des Hébrides extérieures et les montagnes de Lochaber en Écosse.

## Histoire
Eigg est habitée dès l'âge du bronze et du fer comme l'attestent les restes de campements.
Le monastère de Kildonann est construit par un missionnaire irlandais, saint Donan, mais lui et ses moines sont massacrés en 617 sur ordre de la reine picte locale.
Au Moyen Âge, l'île appartient à Ranald MacDonald. Une guerre avec les MacLeods mène à la perte de tous les habitants : ils meurent enfumés dans une caverne par un feu allumé par le clan adverse.
L'île est achetée par Keith Schallenberg pour un million et quart d'euros en 1975. À la suite de son divorce, il doit la racheter à sa femme pour plus d'un million d'euros. Ensuite, il vend l'île à un artiste allemand pour près de deux millions d'euros en 1995. Toutefois, les insulaires veulent racheter l'île pour eux-mêmes. Ils fondent le Eigg Heritage Trust. L'île fut achetée en 1997  pour 1,9 million d'euros à un homme d'affaires de Hong Kong par le Eigg Heritage Trust avec l'aide du Highland Council et le Scottish Wildlife Trust. La population s'élève alors à 60 personnes. Le projet principal est de construire An Laimhrig un nouveau bâtiment bâti près de la jetée du port pour abriter un magasin, un bureau de poste, un salon de thé, des toilettes et des douches. 
En 2004, la jetée du port est allongée pour permettre aux ferries d'accoster. Des liaisons maritimes existent entre les quatre îles des îles Small et Mallaig en Écosse. Une petite liaison entre Eigg et Arisaig en Écosse est réservée aux piétons.
Les seuls véhicules autorisés sur l'île sont ceux des habitants.
En 2008, la reconversion des générateurs diesel fournissant l'électricité, en un système de production électrique autonome fonctionnant uniquement avec les énergies renouvelables (éolien, hydraulique et solaire) fut entrepris.
Alors que des fouilles étaient en cours sur l'île depuis plus de 200 ans pour y découvrir des fossiles de dinosaures, la paléontologue Elsa Pancirolli trouve le premier, une fibula de stégosaure, en 2017 (découverte annoncée dans la revue scientifique Earth and Environmental Science Transaction de la Royal Society of Edinburgh en août 2020).